# ヤマテ工業
ヤマテ工業株式会社（ヤマテこうぎょう）は、埼玉県入間郡三芳町に本社を置くホイルバランスウエイトの製造･販売の他、各国内純正部品を取り扱う企業である。

## 沿革
- 1953年7月 - 有限会社ボーリング工業所として自動車エンジン修理を開始。
- 1964年6月 - 埼玉県大宮市（現・さいたま市）にバランスウエイト工場を建設
- 1964年9月 - バランスウエイト生産開始
- 1966年2月 - 富士重工業にバランスウエイト納入開始
- 1966年6月25日 - ヤマテ工業株式会社設立
- 1968年9月 - 各自動車メーカーにバランスウエイト納入開始
- 1993年5月 - 九州電力、中部電力、東京R&Dと共同開発したヤマテ・ES600の型式認証を運輸省より取得し、各電力会社および各地方自治体に納入

## 子会社・関連会社
- ヤマテ金属

## その他
2019年現在では、本社所在地とされている場所は「柿沼運輸株式会社」の所在地になっている。